# 11578 Cimabue
11578 Cimabue eller 1994 EB är en asteroid i huvudbältet som upptäcktes den 4 mars 1994 av den italienske astronomen Vincenzo Silvano Casulli vid Colleverde-observatoriet. Den är uppkallad efter den italienske målaren Cimabue.
Asteroiden har en diameter på ungefär 4 kilometer.